# For Lies I Sire
For Lies I Sire deseti je studijski album britanskog doom metal-sastava My Dying Bride. Diskografska kuća Peaceville Records objavila ga je 23. ožujka 2009. Dana 21. travnja 2009. album je objavljen u SAD-u. Prvi je album na kojem nije svirala Sarah Stanton otkako se pridružila My Dying Brideu 2004. Glazbeno, to je njihov prvi album od albuma Like Gods of the Sun na kojem se nalazi violinu koju izvodi nova članica sastava Katie Stone. Album je snimljen tijekom rujna 2008. u manchesterskom studiju Futureworks.

## O albumu
Ovo je prvi album nakon Like Gods of the Sun iz 1996. koji sadrži violinu, ovaj put u izvedbi nove klavijaturistice i violinistice Katie Stone. Ideju ponovnog korištenja violine Stainthorpe je opisao kao dodavanje "dubokog raspona osjećaja".
Ovo je prvi studijski album s klavijaturisticom/violinisticom Katie Stone, bubnjarom Danom Mullinsom i basisticom Lenom Abé, iako su se potonje dvoje također pojavili na DVD-u An Ode to Woe iz 2008. Stone je dala ostavku kako bi se usredotočila na svoje studije ubrzo nakon izlaska albuma, a zamijenio ju je Shaun MacGowan za nadolazeću turneju i Bring Me Victory.

## Popis pjesama
| 1.    | »My Body, a Funeral«        | 6:47  |
| 2.    | »Fall with Me«              | 7:17  |
| 3.    | »The Lies I Sire«           | 5:29  |
| 4.    | »Bring Me Victory«          | 4:08  |
| 5.    | »Echoes from a Hollow Soul« | 7:19  |
| 6.    | »ShadowHaunt«               | 4:37  |
| 7.    | »Santuario di sangue«       | 8:27  |
| 8.    | »A Chapter in Loathing«     | 4:46  |
| 9.    | »Death Triumphant«          | 11:06 |
| 59:56 |                             |       |

## Zasluge
| My Dying Bride - Katie Stone – klavijature, violina - Aaron Stainthorpe – vokal - Andrew Craighan – gitara - Hamish Glencross – gitara - Lena Abé – bas-gitara - Dan Mullins – bubnjevi | Ostalo osoblje - Mags – miks, inženjer zvuka - Sean Magee – mastering - Rhett Podersoo – grafički dizajn, fotografije |